# TuS Hohenecken
Der TuS 1904 Hohenecken  ist ein Sportverein aus dem zu Kaiserslautern gehörenden Stadtteil Hohenecken. Der Verein existiert seit 1904. Die Fußballabteilung spielt nach ihrem Aufstieg 2020 in der sechstklassigen Verbandsliga Südwest und ist damit nach dem 1. FC Kaiserslautern und dem SV Morlautern der dritthöchstklassige Fußballverein der Stadt (Stand 2022/23). Die Vereinsfarben sind Blau-Weiß. Größter Erfolg der Vereinsgeschichte war der Aufstieg in die Oberliga Südwest im Jahr 2006, aus der der Verein jedoch nach nur einem Jahr wieder abstieg.

## Vereinsgeschichte

### Anfänge (1904–1945)
Der Verein wurde im Mai 1904 von 24 jungen Männern im Gasthaus Jakob Brenk unter dem Namen Turnverein Hohenecken  gegründet.
Die finanziellen Mittel waren in der Anfangsphase sehr knapp. Die Anschaffungen von Turngeräten erfolgte aus freiwilligen Spenden. Die vom damaligen Vereinsvorsitzenden Jakob Brenk gegebenen Richtlinien führten zur Aufwärtsentwicklung des Turnens in der Gemeinde Hohenecken. Der Höhepunkt der Vereinsgeschichte bis zum Kriegsausbruch 1914 war das 1911 in der Retzen-Dell durchgeführte Turnfest.
Der Erste Weltkrieg dezimierte die Zahl der Vereinsmitglieder. In der Zeit des Krieges ruhte das Vereinsleben. Erst ab 1919 folgte wieder nennenswerte Aktivität.
| Saisonbilanzen 1986–heute                                                                                         | Saisonbilanzen 1986–heute | Saisonbilanzen 1986–heute | Saisonbilanzen 1986–heute |
| Saison | Platz                     | Tore                      | Punkte                    |
| --- | ------------------------- | ------------------------- | ------------------------- |
| 1986/87 | 1. Platz                  | 84:25                     | 53:15                     |
| 1987/88 | 6. Platz                  | 52:40                     | 36:32                     |
| 1988/89 | 9. Platz                  | 54:52                     | 36:32                     |
| 1989/90 | 2. Platz                  | 65:35                     | 42:18                     |
| 1990/91 | 4. Platz                  | 63:28                     | 37:23                     |
| 1991/92 | 4. Platz                  | 55:32                     | 40:20                     |
| 1992/93 | 9. Platz                  | 51:45                     | 28:32                     |
| 1993/94 | 14. Platz                 | 27:51                     | 20:40                     |
| 1994/95 | 11. Platz                 | 31:41                     | 26:34                     |
| 1995/96 | 13. Platz                 | 37:53                     | 28                        |
| 1996/97 | 4. Platz                  | 65:31                     | 42                        |
| 1997/98 | 3. Platz                  | 86:43                     | 60                        |
| 1998/99 | 3. Platz                  | 72:30                     | 57                        |
| 1999/2000 | 1. Platz                  | 90:36                     | 65                        |
| 2000/01 | 6. Platz                  | 55:51                     | 44                        |
| 2001/02 | 8. Platz                  | 61:56                     | 42                        |
| 2002/03 | 8. Platz                  | 39:43                     | 40                        |
| 2003/04 | 2. Platz                  | 54:38                     | 55                        |
| 2004/05 | 2. Platz                  | 58:31                     | 63                        |
| 2005/06 | 1. Platz                  | 69:35                     | 61                        |
| 2006/07 | 17. Platz                 | 33:77                     | 17                        |
| 2007/08 | 4. Platz                  | 41:25                     | 52                        |
| 2008/09 | 2. Platz                  | 70:28                     | 62                        |
| 2009/10 | 2. Platz                  | 55:35                     | 59                        |
| 2010/11 | 5. Platz                  | 53:35                     | 48                        |
| 2011/12 | 4. Platz                  | 66:35                     | 54                        |
| 2012/13 | 3. Platz                  | 67:48                     | 58                        |
| 2013/14 | 9. Platz                  | 36:61                     | 39                        |
| 2014/15 | 16. Platz                 | 27:77                     | 12                        |
| 2015/16 | 4. Platz                  | 70:45                     | 54                        |
| 2016/17 | 1. Platz                  | 72:38                     | 62                        |
| 2017/18 | 14. Platz                 | 53:74                     | 34                        |
| 2018/19 | 4. Platz                  | 106:42                    | 56                        |
| 2019/20 | 1. Platz                  | 63:27                     | 45                        |
| 2020/21 | Saisonabbruch             | Saisonabbruch             | Saisonabbruch             |
| 2021/22 | 7. Platz                  | 40:16                     | 33                        |
| 2022/23 | 10. Platz                 | 51:66                     | 44                        |
| grau unterlegt: Oberliga orange unterlegt: Verbandsliga gelb unterlegt: Landesliga violett unterlegt: Bezirksliga |                           |                           |                           |

Ab 1920 bestritt die Fußballsektion in der Gewanne Stockacker ihre ersten offiziellen Spiele. Mitte der 20er Jahre gehörten Turnen, die Leichtathletik, das Fußballspiel und ab 1929 auch das Handballspiel zu den vom Verein betriebenen Sportarten.
1928 machte sich die Fußballsektion selbständig und gründete unter dem Vorsitz von Hans Mang sen. den Fußballverein Hohenecken. Der FV Hohenecken spielte bis 1932 mit wechselndem Erfolg in der C-Klasse, in der er 1931 sogar den Meistertitel erringen konnte. Ende 1932 schloss sich der Fußballverein, bedingt durch die allgemeine wirtschaftliche Notlage, wieder dem Jubiläumsverein an.
Durch die damaligen politischen Verhältnisse kam der Turnbetrieb nach und nach zum Erliegen. Der 1939 ausgebrochene Zweite Weltkrieg hinterließ noch weit größere Lücken in den Reihen der Vereinsmitglieder als der Erste. Zu den zahlreichen Gefallenen gehörte auch der vom Fußballsport kommende 1. Vorsitzende Otto Glass, der den Verein von 1935 bis zum Beginn des Krieges führte.

### Entwicklung nach dem Zweiten Weltkrieg (seit 1945)
Ab November 1945 suchte man Wege, den Sportbetrieb unter Berücksichtigung der erlassenen Bestimmungen der Militärregierung der Sportbetrieb wieder aufzunehmen. Am 26. Mai 1946 fand eine Gründungsversammlung statt, in der der Sportverein Hohenecken wieder ins Leben gerufen wurde. Das Wort Turnverein musste vorübergehend gelöscht werden, weil es zu dieser Zeit nicht erlaubt war, an Tradition anzuknüpfen.
Am 9. August 1952 wurde eine neue Vereinssatzung des nun wieder unbenannten Turn- und Sportvereins 04 Hohenecken unter dem Vorsitz von Bernd Rett einstimmig verabschiedet. 1952 erhielt er seinen früheren Namen Turn- und Sportverein 04 Hohenecken zurück. Im selben Jahr wurde die Tischtennisabteilung des Vereins gegründet.
1961 wurde eine neue Satzung erstellt, die im Laufe der Zeit lediglich ergänzt und den jeweils gegenwärtigen Verhältnissen angepasst wurde. Er legte die Vereinsfarben Blau und Weiß fest. Der Verein wurde am 6. November 1961 beim Amtsgericht Kaiserslautern in das Vereinsregister eingetragen. Die Verabschiedung einer Ordnung für die Verleihung von Ehrenzeichen rundete das Bemühen der damaligen Vereinsführung ab, den Verein auch organisatorisch auf einen modernen Stand zu bringen.
Im Jahre 1979 zählte der gesamte Verein über 850 Mitglieder, 1980 begrüßte der Verein das 1000. Mitglied. Die Mitgliederzahlen des TuS 04 Hohenecken betrugen jeweils zum 1. Januar im Jahre 1984: 1003; 1989: 1150; 1992: 1250; 2001: 1038 und 2004: 1085.
Seit der Eröffnung der Vereinsgaststätte im Jahre 1968 war die BBK die Vertragsbrauerei des Vereins. Nach Renovierung der Gaststätte und Auswechselung des gesamten Inventars übernahm die Privatbrauerei Bischoff ab 1. November 1999 diese Funktion. Der TuS 04 Hohenecken feierte am 11. und 12. September 2004 sein 100-jähriges Bestehen.

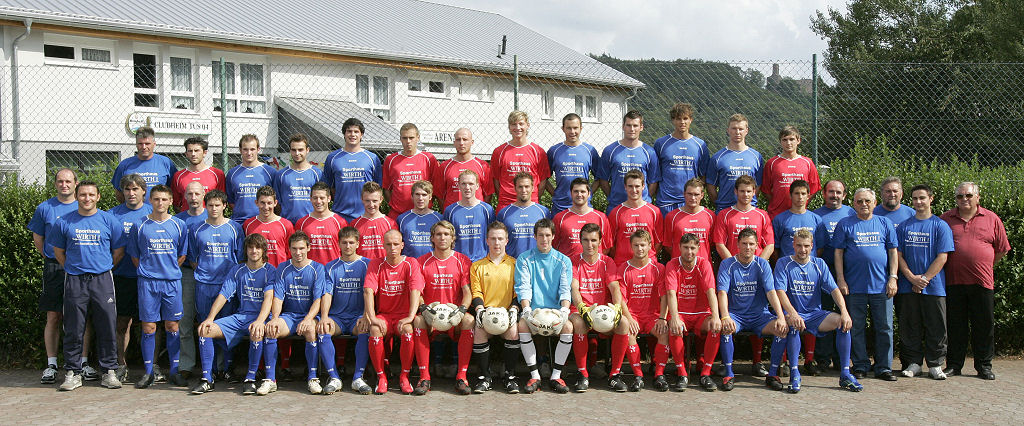
1. Fußballmannschaft des TuS in der Saison 2006/07

Im April 2007 wurde von der Vorstandschaft des TuS 1904 Hohenecken ein vorläufiger Insolvenzantrag beim Amtsgericht Kaiserslautern gestellt. Als vorläufiger Insolvenzverwalter wurde Paul Wieschemann, Sohn von Robert Wieschemann dem ehemaligen Chef des Aufsichtsrats beim 1. FC Kaiserslautern, bestellt. Die Insolvenz war notwendig geworden, da die Schulden aus der Sanierung des Vereinsheims durch ausbleibende Mieteinnahmen nicht getilgt werden konnten. Wieschemann konnte Einigungen mit Gläubigen erzielen und im Jahre 2009 kam es zur Umschuldung, bei der ein Sponsor die Bürgschaft über die Verbindlichkeiten des Vereins übernahm. Damit konnte der TuS 1904 Hohenecken die Insolvenz abwenden und plant bis Mitte der 2020er Jahre schuldenfrei zu sein.

## Anlagen und Sparten
Nach dem Zweiten Weltkrieg waren Fußball, Jugendfußball und Tischtennis die altetablierten Abteilungen. Im Laufe der Jahre kamen als Abteilungen hinzu: 1968: Turn- und Gymnastikabteilung und Traditions-AH, 1971: Die wieder gegründete AH, 1976: Trimm-Dich, 1978: Tennis und 2002: Boule. Zwischenzeitlich gehörten dem Verein an: 1972–1978: Frauenfußball ununterbrochen unter Leitung von Emil Busch; von 1979 bis 1994 Karate sowie eine Senioren- und Volleyball-Gruppe.
Turner und Fußballer bauten 1923/1924 in Eigenarbeit den Sportplatz am Kohlkopf, einem Teil der heutigen Gesamtsportanlage des Vereins (Stand: September 2006).
Im Jahre 1963 wurde dem Sportverein auf einstimmigen Beschluss des Gemeinderates das 1.800 m² große Gelände, auf dem das heutige Sportheim am Deutschherrenhof steht, kostenlos übereignet. Die Spielstätte der Fußballer bietet 2.000 Zuschauern Stehplätze.
Mit Errichtung der Schulturnhalle im Jahre 1968 wurde eine Turn- und Gymnastikabteilung gegründet. Diese wurde schon bald zur größten Abteilung des Sportvereins.
Im Sommer 1978 wurde eine Tennisabteilung gegründet. Nachdem der Vorstand vom Forstamt Landstuhl weitere 1,5 ha Gelände pachten konnte und die satzungsmäßigen Voraussetzungen geschaffen hatte, wurden zunächst vier Tennisplätze und 1980 zwei weitere Plätze unter großen Eigenleistungen der Mitglieder der Tennisabteilung erstellt und der Sportbetrieb im Mai 1979 aufgenommen. Die Tennisabteilung hatte 1982 306 Mitglieder, in den folgenden zwei Jahrzehnten nahm die Mitgliederzahl aber deutlich ab.
Ende 1979 wurde dem Verein eine zunächst ca. 70 Mitglieder starke Abteilung Karate angegliedert. Sie zählte in den Folgejahren über 100 Mitglieder. Im Jahre 1994 schied die Karateabteilung aus dem TuS 04 aus und gründete einen eigenen selbständigen Verein.
Im Jahr 1984 wurde ein größerer Erweiterungsbau des Sportheimes fertiggestellt. In den Jahren 1995 bis 2001 wurden zahlreiche Bau- und Sanierungsarbeiten an der Sportplatzanlage und im Sportheim durchgeführt.
2004 wurde das Dachgeschoss des Sportheim-Altbaues saniert und aufgestockt, um es für gewerbliche Zwecke nutzbar zu machen. Weiter stand die umfangreiche Sanierung und Modernisierung der ehemaligen Pächterwohnung und des gesamten Untergeschosses des Sportheim-Altbaus an und wurde abgeschlossen.
2009 errichtete ein Sponsor auf dem Vereinsgelände Photovoltaikanlagen auf überdachten Unterstellplätzen sowie auf dem Dach der Stadiontribüne.
2019 investierte der Verein 300.000 Euro um einen Rasenplatz durch einen Kunstrasenplatz zu ersetzen.

## Erfolge

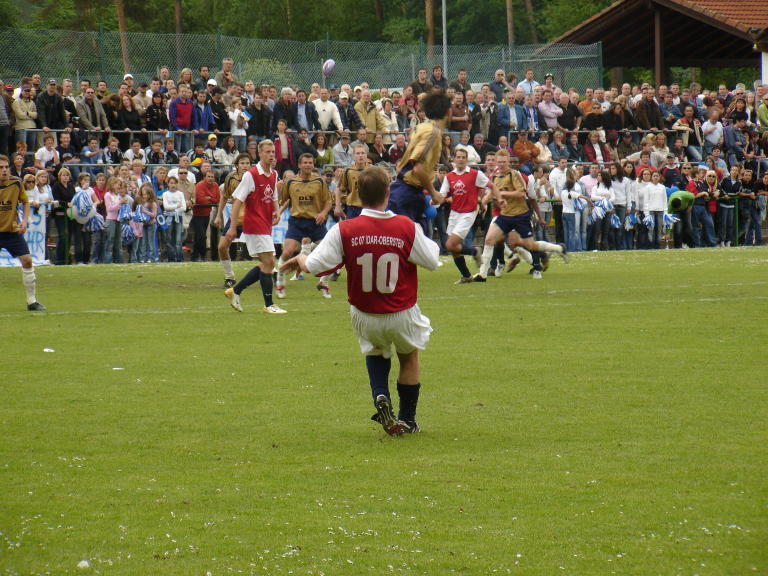
TuS Hohenecken – SC Idar 1:1, damit stieg der TuS Hohenecken als Meister der Verbandsliga in die Oberliga Südwest auf

Im Jahre 1948 erreichte die 1. Fußballmannschaft die Meisterschaft in der A-Klasse und den Aufstieg in die Bezirksklasse. In den 1960er Jahren hatte die Fußballsektion erste größere Erfolge. Sie stieg in zwei aufeinander folgenden Jahren von der C-Klasse in die A-Klasse auf. 1967 erreichte der TuS den Aufstieg in die damals viertklassige 2. Amateurliga, in der man sich bis 1976 halten konnte.
Nach einigen Jahren in unterklassigen Amateurligen stieg die Fußballmannschaft 1987 erstmals in die Verbandsliga Südwest auf, der man bis zum Abstieg in die Landesliga 1996 angehörte. Nach dem Wiederaufstieg in die Verbandsliga im Jahr 2000 konnte sich der Verein in dieser Klasse etablieren. 2006 gelang mit der Meisterschaft in der Verbandsliga und dem damit verbundenen Aufstieg in die Oberliga Südwest der bislang größte Erfolg der Vereinsgeschichte.
1964/65 erkämpften sich die Tischtennisspieler des Vereins den Aufstieg in die Landesklasse, 1976/77 schafften sie einen weiteren Aufstieg in die Bezirksliga 9.

## Trainer
- Josef „Sepp“ Stabel trainierte den TuS von 1983 – 1987, 1992 – 1994